# セント・アンドリューズ教会 (ニューカッスル・アポン・タイン)
セント・アンドリューズ教会（セント・アンドリューズきょうかい、英：St. Andrew's Church, Newcastle upon Tyne）は、イングランドのタイン・アンド・ウィア州ニューカッスル・アポン・タインにあるイングランド国教会における第1級指定の主教区教会。

## 歴史

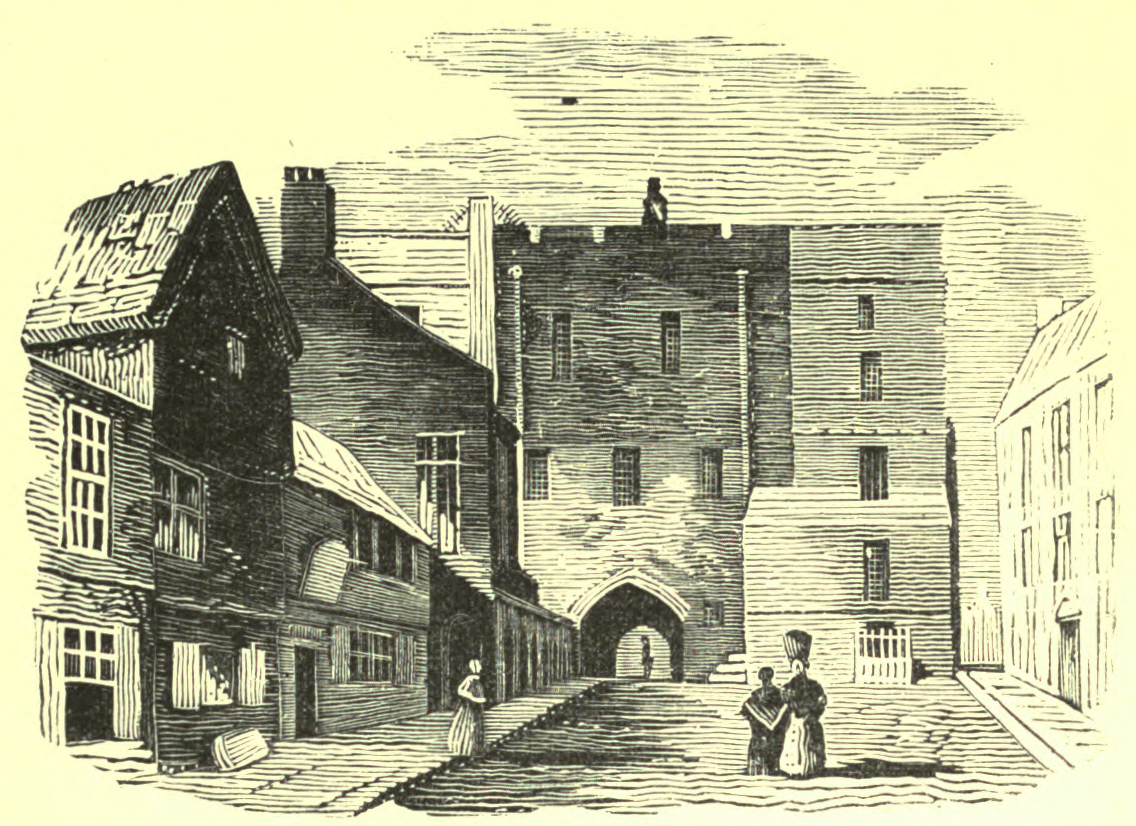
解体される10年前（1813年）のニューゲート。西側にセント・アンドリューズ教会がある。

教会自体の起源は12世紀とされているが、教会の大部分は13世紀と14世紀に建てられたものである。1726年に教会の入口は正面側に戻された。他の修復作業は1866年にファウラー社が請け負った。
教会のすぐ北側には中世のニューカッスル城壁が今もなお残存しており、教会の東側付近には堂々たる城門もあったのだが、1823年に取り壊された。城門の名の由来ともなったニューゲート通りは今も教会の東端を通っている。

## 墓所
- 1794年6月、ニューカッスル生まれの肖像画家ウイリアム・ベル（英語版）が教会に埋葬された。
- 1795年、ニューカッスル生まれの作曲家チャールズ・アヴィソンは教会の北側の入口近くに埋葬された。

## オルガン
1783年にドナルドソン社によって設置されたのが教会のオルガンに関する最古の記録である。その後はグレイ社、ニコルソン社、ビーンズ社、およびハリソン・アンド・ハリソン社などが修復を行っている。
オルガンの仕様書は英国オルガン協会のサイトで確認できよう。

### オルガニスト
- トーマス・ホードン（英語版）（1783年）
- ジョージ・バロン（1783年 - 1787年）
- ジョージ・カール（1787年 - 1790年）
- トーマス・ライト（1790年 - 1796年）
- ヘンリー・マンロー（もしくはモンロー）（1796年 - 1819年）
- ジェームズ・スティンプソン（英語版）[3] （1836年 - 1841年）
- サミュエル・レイ（英語版）（1841年 - 1845年）
- J. S. リドル（1852年頃）
- ウィッシュ氏（1864年 - ????）
- トマス・アルビオン・オルダーソン（英語版）（1867年 - 1902年）
- ハロルド・オズワルド（1916年頃）

## 鐘
塔には1966年にミアーズ・アンド・ステインバンク社（現在のホワイトチャペル鐘鋳造所）が鋳造した6つの鐘が吊るされている。最も重いので16.5ハンドレットウェイト、もしくは844kgの重さがある。